# Folkerepublikken Kinas historie
Folkerepublikken Kina (Kina) blev oprettet 1. oktober 1949 efter Kuomintangs flugt fra fastlands-Kina.

## Kina under Mao (1949-1976)
Under ledelse af kommunistpartiets enevældige leder, Mao Zedong, blev der igangsat et program for at omdanne landet til et klasseløst kommunitisk samfund. Mao ville bygge landet med Sovjetunionen som model, men han ville ikke modernisere det på samme måde. Han ville hellere bygge sin magt på bønderne og ikke på industriarbejderne. Den officielle ideologi blev maoisme, som er en variant af marxisme-leninisme som lægger vægt på folkelig mobilisering, opvurdering af jordbruget, anti-traditionalisme og fjendtlig indstilling til vestlig indflydelse. Mao og hans regime satte gang i omfordeling af landbrugsjorden, uddannelsesreformer og udryddelse af jordejerklassen.

### Hundrede Blomster-kampagnen
Hundrede Blomster-kampagnen (百花运动bǎi huā yùndòng,også 百花齐放bǎi huā qí fàng) varede fra 1956 til 1957 og opmuntrede folk til at kritisere samfundet. Mao afsluttede kampagnen på grund af "skadelig" kritik.

### Det store spring fremad og Store kinesiske hungersnød
På grund af troen på industrialisering gennem massemobilisering, lancerede partiet "Det store spring fremad" (大跃进 dàyuèjìn) mellem 1958 og 1960 et storstilet forsøg på at overhale USA og Sovjet i stålproduktion ved blandt andet at bygge et smelteværk i næsten hver eneste landsby. Planen virkede først, men slog så fejl og førte til verdens største hungersnødskatastrofe(Kinesisk：三年大饥荒 sán nián dà jī huāng eller 三年自然灾害 sán nián zì rán zāi hài）. Det menes, at 20-30 millioner sultede ihjel. Uden Det store spring menes det, at dødstallene kunne være begrænset til 7-10 millioner. Efter Det store spring følte Mao, at hans stilling i partiet var truet. Den politiske alliance med Sovjet brød også sammen i 1960, oven på et ideologisk brud, efter at den nye leder skiftede politisk kurs.

### Kulturrevolutionen
I 1966 blev Kulturrevolutionen sat i gang. Den indebar, at kommunisternes ungdomsbevægelse med millioner af rødgardister (hong wei bing), i realiteten fik næsten ubegrænset fuldmagt til at arrestere, forhøre og straffe klassefjender. Millioner af mennesker blev tvunget til straffearbejde i jordbruget. Universiteter og skoler blev lukket, for at studenter og elever skulle bruge tiden til politiske massemøder og frivilligt arbejde, der havde betydning for fællesskabet. Landets førkommunistsiske kultur blev fjernet ved ødelæggelse af tusindvis af kulturmindesmærker. På kort tid blev citatbogen med politiske aforismer af formand Mao, bogen med det næsthøjeste oplag i verden. I samtiden blev kulturrevolutionen regnet som en nødvendig reaktion mod iloyalisme og bureaukratisering af partiapparatet. Ofrene og kritikerne har ofte påpeget, at kulturrevolutionen kastede landet ud i flere år med lovløshed og vilkårlig vold. Kommunisterne førte en politik for at bremse befolkningvæksten.

### Kursændringen i 1971
USA's præsident, Richard Nixon, gjorde i 1971 et uventet skift i udenrigspolitikken og normaliserede forholdene til Folkerepublikken Kina. USA og Folkerepublikken gjorde det, fordi de anså Sovjet som en større trussel end hinanden. Folkerepublikken blev godkendt af FN som Kinas lovlige regering. Indtil da havde Republikken Kina på Taiwan beholdt Kinas plads i FN og sikkerhedsrådet.

## Folkerepublikken Kina 1976-1989: Deng Xiaoping og økonomiske reformer
Mao Zedong døde i 1976. Magten gik til Deng Xiaoping efter en kort periode, hvor Maos enke og tidligere lederkreds kontrollerede partiet. Deng satte gang i reformer for gradvist at indføre markedsøkonomi og nedtone persondyrkningen som havde præget kulturrevolutionen. Deng og hans støtter var forsigtige i deres reformer, for ikke at svække partiets magt, og for at undgå at den ulønsomme statsindustri blev nedlagt så hurtigt, at det kunne føre til massearbejdsløshed. Staten beholdt kontrol over pressen, partiet og politiet, men på grund af landets størrelse havde myndighederne begrænset kontrol med de lokale magthavere. Folkerepublikken Kina har været verdens største eksportør af industrivarer siden reformen i 1978. De har i stor grad fået tilgang til teknologi ved at sammarbejde med vestlige selskaber. Levestandarden er også gået op, men ikke lige så hurtigt som i Republikken Kina.

## Folkerepublikken Kina 1989-2002: Økonomisk vækst under den tredje generation
Deng holdt sig uden for offentlighedens søgelys efter Tiananmen-massakren o.a., hvor en fredelig demonstration for demokrati blev slået ned med militærmagt i 1989. Magten gik til præsident Jiang Zemin og partiformand Zhu Rongji. Under Jiangs ti-årige administration kom omtrent 150 millioner bønder over fattigdomsgrænsen, landet fik en årlig GDP-vækst på 11,2% og de vestlige enklaver Hong Kong (1997) og Macao (1999) blev tilbagegivet til Folkerepublikken Kina. I 2001 blev landet medlem af WTO.

## Folkerepublikken Kina (2002–2025)
I 2002 blev Hu Jintao præsident, og Wen Jiabao blev ny partiformand i 2003. En stor del af Folkerepublikkens befolkning har fået bedre levekår og større frihed efter 2002. Kommunistpartiet har stadig den politiske magt.